# Bombo (Ouganda)
Pour les articles homonymes, voir Bombo.

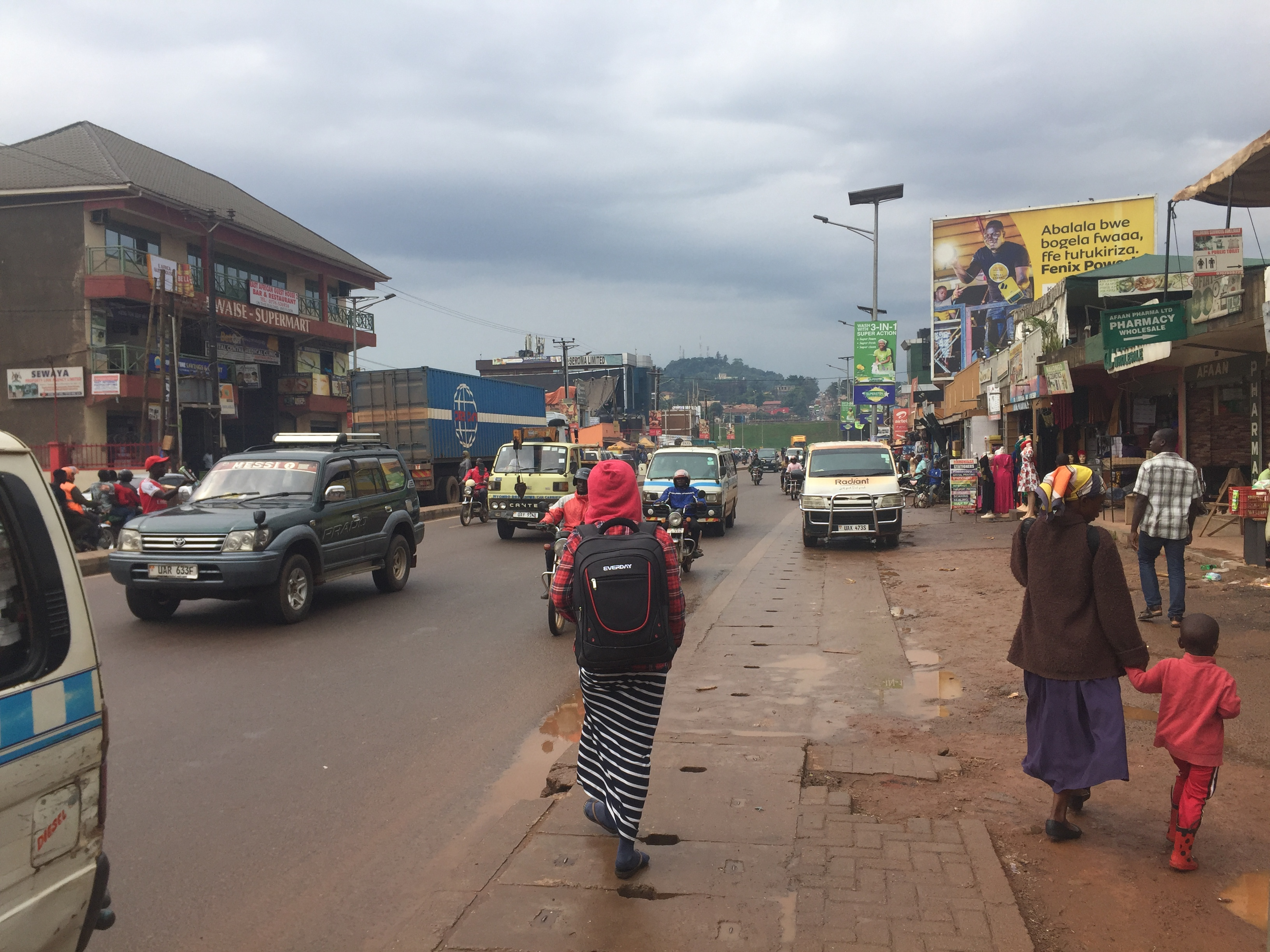
Une route à Bombo, Ouganda

Bombo est une ville du district de Luweero dans la région centrale de l'Ouganda.

## Emplacement
Bombo est à environ 32 kilomètres, par la route, au nord de la capitale ougandaise, Kampala.

## Historique
Le district de Bombo est l'une des premières régions à avoir initialement reçu le statut de district lorsque l'Ouganda est devenu indépendant en octobre 1962. En 1967, le quartier a été rebaptisé East Mengo. En 1974, l'Ouganda s'est réorganisé de districts en provinces, et East Mengo est devenue la province de Bombo. Les provinces ont été réorganisées en districts en 1980, et le district de Luwero a été créé, avec la ville de Bombo comme l'un des principaux conseils municipaux.
De nombreux officiers et soldats de l' armée ougandaise (en) se sont installés à Bombo pour leur retraite sous la dictature d'Idi Amin. À l'époque, de nombreux habitants sont des Nubiens, un groupe ethnique dont les membres sont considérés comme des partisans du président Idi Amin.
La ville a également accueilli la caserne du régiment Malire de l'armée. En conséquence, Bombo est touchée par la guerre ougando-tanzanienne. Après le renversement du gouvernement d'Idi Amin et la capture de Kampala par les Forces de défense du peuple tanzanien et par des rebelles ougandais alliés le 11 avril, des soldats de l'armée d'origine nubienne ainsi que leurs familles commencent à terroriser d'autres habitants de Bombo,. Après plusieurs meurtres, de nombreux jeunes soldats fuient la ville, mais les officiers à la retraite mettent en place des défenses pour s'opposer à la 201e brigade de la TPDF qui s'approche de la ville par le sud.
La bataille de Bombo (en) en avril 1979 aboutit à une victoire tanzanienne. Plusieurs défenseurs ougandais sont tués, de nombreuses armes sont capturées par le TPDF et la ville subit des dommages importants. De nombreux habitants nubiens, kakwa et lugbara fuient la ville, craignant les représailles des groupes anti-Amin. Après la fin de la guerre, Bombo ne reçoit pas d'aide humanitaire, car le nouveau gouvernement ougandais soupçonne son importante population nubienne. Les bâtiments restent endommagés pendant plusieurs décennies. La caserne de Bombo a continué à être utilisée pendant la guerre de brousse ougandaise, et l'Armée de libération nationale de l'Ouganda y emprisonne des civils à partir de 1981.
Dans les années 1980, le Kenya forcent de nombreux anciens habitants nubiens de Bombo à retourner en Ouganda. Ils se voient refuser le statut de réfugié et sont souvent tombés dans la pauvreté. En 1995, Bombo perd son statut de municipalité.
Bombo possède une caserne militaire et était le siège du ministère ougandais de la Défense jusqu'en décembre 2007, date de son déménagement à Mbuya (en) dans la division de Nakawa, dans le sud-est de Kampala. Bombo, cependant, reste le quartier général de l'armée de Terre ougandaise.

## Population
En 2002, le recensement national a estimé la population de la ville à 16 699 habitants. En 2010, le Bureau ougandais des statistiques (UBOS) estimait la population à 20 500 habitants. En 2011, l'UBOS estimait la population en milieu d'année à 21 000. En août 2014, le recensement national de la population évaluait la population à 26 370 habitants.

En 2015, la population de la ville était estimée à 26 300 habitants. En 2020, la population en milieu d'année de Bombo Town était estimée à 29 600 habitants. Il a été calculé que la population de la ville a augmenté à un taux moyen de 2,4 % par an entre 2015 et 2020. 